# Euchroea
Euchroea – rodzaj chrząszczy z rodziny poświętnikowatych, z podrodziny kruszczycowatych.

## Taksonomia
Rodzaj dzieli się na 16 gatunków:

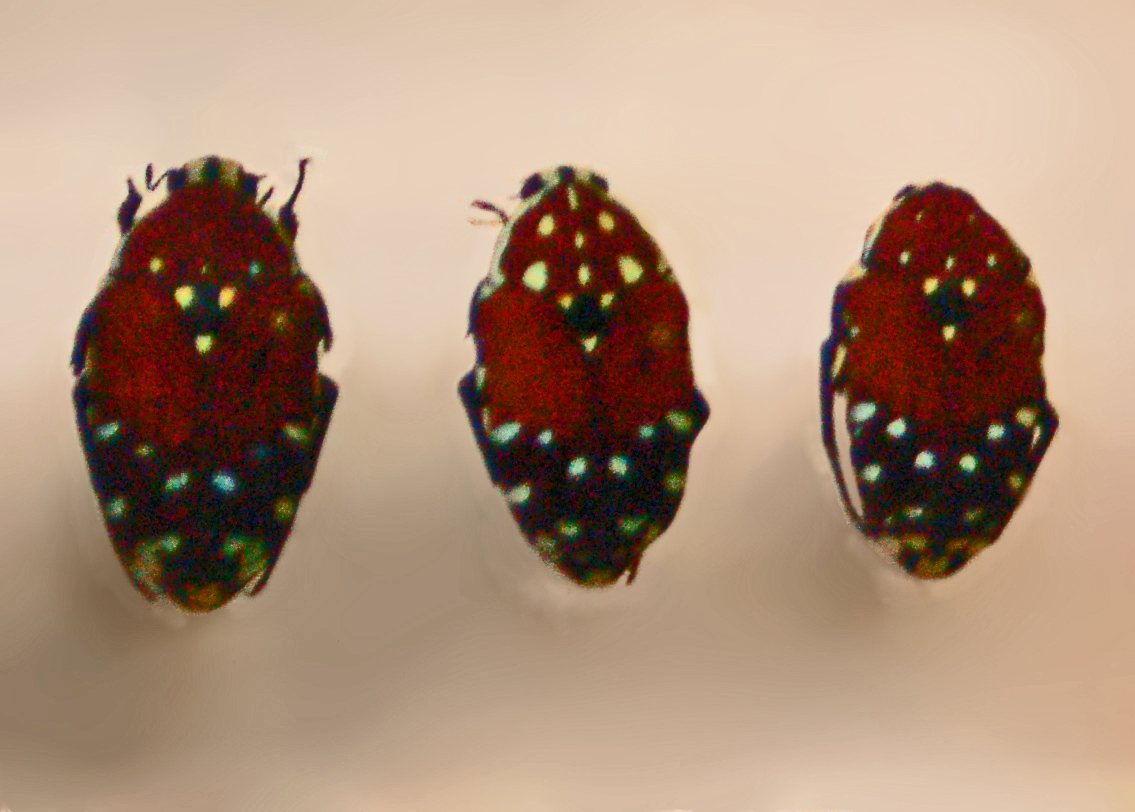
Euchroea histrionica

- Euchroea abdominalis Gory & Percheron, 1835
- Euchroea anthracina Brancsik, 1892
- Euchroea auripigmenta Gory & Percheron, 1835
- Euchroea aurora Burmeister, 1842
- Euchroea aurostellata Fairmaire, 1898
- Euchroea clementi Kunckel D’Herculais, 1887
- Euchroea coelestis Burmeister, 1842
- Euchroea desmaresti Gory & Percheron, 1833
- Euchroea episcopalis Guérin-Méneville, 1832
- Euchroea flavoguttata Waterhouse, 1882
- Euchroea guerlachi Guerlach, 2003
- Euchroea histrionica Burmeister, 1842
- Euchroea multiguttata Burmeister, 1842
- Euchroea nigra Pouillaude, 1915
- Euchroea nigrostellata Janson 1924
- Euchroea oberthuri Fairmaire, 1898[1]